# Regno di Garo
Il Regno di Garo (noto anche come Bosha, dal nome di una dinastia) è stato un regno del popolo Sidama ai bordi della regione del Gibe in Etiopia. Il regno di Garo aveva confinava a nord con il Regno di Janjero, ad est era limitato dal fiume Omo, mentre a sud il fiume Gojeb lo separava dal Regno di Kaffa. In mancanza di un chiaro confine sulle sue frontiere occidentali, vennero costruito una serie di trincee e porte per difendersi dagli Oromo del Regno di Jimma.
Si discute la possibilità che il regno di Garo fosse stato controllato da parte del Regno di Ennarea, così come Ennarea era una parte del regno di Damot. Con il regno di Yeshaq I Garo venne separato dall'Ennarea, e divenne uno Stato tributario dell'Etiopia. Nel XVI secolo l'imperatore Sarsa Dengel convinse il re a convertirsi ufficialmente al cristianesimo. Nel il XVII secolo l'Etiopia perse ogni contatto con questo Stato, e la sua storia è sconosciuta per la maggior parte di questo secolo, anche se sotto la crescente pressione della migrazione Oromo nella regione Gibe il suo territorio si ridusse fino a essere limitato, in una piccola regione isolata nei boschi dell'altopiano di Monte Maigudo.
Garo è sopravvissuto come uno Stato indipendente fino al regno di Abba Gomol di Jimma, che occupò l'ultimo parte isolata di questo regno. L'imperatore Hailé Selassié era un discendente di Dagoye, l'ultimo re di Garo, e viveva in uno stato di "semi-esilio" nel Jiren.